# 도발
도발(挑發)이란 남에게 경고하는 말을 하거나 피해를 입히도록 경고하는 행위를 일컫는다. 한국어에서는 '공격적'이라는 의미도 함께 포함하고 있어, 이것에서 비롯된 어휘도 다수 존재한다.